# 林誠之助
林 誠之助（はやし せいのすけ、1907年3月 - 1988年12月9日）は、日本の俳優である。本名久保 十郎（くぼ じゅうろう）。引退後、実業家となった。

## 人物・来歴
1907年（明治40年）3月、佐賀県杵島郡橘村（現在の同県武雄市橘町）に生まれる。
旧制・佐賀県立鹿島中学校（現在の佐賀県立鹿島高等学校）に進学するも、1923年（大正12年）に中途退学し、二代目市川荒太郎に入門して歌舞伎役者となる。翌1924年（大正13年）、師の荒太郎とともに京都の松竹下加茂撮影所に入社、師の主演映画に「林 誠之助」の名で助演して、映画界にデビューする。同年末、師の荒太郎は同撮影所を退社、それを機に、林は松竹キネマに残留し、東京の松竹蒲田撮影所に異動する。1927年（昭和2年）6月、同社を退社、同年9月には、京都のマキノ・プロダクションに入社する。
1928年（昭和3年）4月、マキノを退社して日本映画プロダクション連盟に参加、同年5月10日、片岡千恵蔵が創立した片岡千恵蔵プロダクションの設立に参加、同社第1回作品『天下太平記』以降、1937年（昭和12年）に同プロダクションが解散するまで、ほとんどの作品に出演し、脇を固めた。同年、片岡千恵蔵とともに、日活京都撮影所に入社する。1939年（昭和14年）11月1日に公開された菅沼完二監督の『股旅日本晴れ』以降の出演歴が見当たらない。
第二次世界大戦中に俳優業を廃業した。実業界に転身し、地元・御船山近辺で成功を収めたという。没年不詳。
日本映画データベースにおいて、同時期に活動した俳優の林誠太郎との混同がみられる。

## フィルモグラフィ
すべてクレジットは「出演」である。公開日の右側には役名、および東京国立近代美術館フィルムセンター（NFC）所蔵等の上映用プリントの現存状況についても記す。同センター等に所蔵されていないものは、とくに1940年代以前の作品についてはほぼ現存しないフィルムである。

### 松竹蒲田撮影所
すべて製作松竹蒲田撮影所、配給松竹キネマである。すべてサイレント映画である。
- 『桂小五郎と幾松』 : 監督斎藤寅次郎、1926年5月25日公開 - 早川左内
- 『高田の馬場』 : 監督斎藤寅次郎、1927年2月17日公開 - 中津川祐範[1]
- 『白虎隊』 : 監督野村芳亭、1927年6月26日公開 - 間諜B

### マキノ・プロダクション
すべて製作は「マキノプロダクション御室撮影所」、配給は「マキノ・プロダクション」である。すべてサイレント映画である。
- 『ひよどり草紙 第一篇』 : 監督人見吉之助、1928年1月10日公開 - 為永陣太郎
- 『ひよどり草紙 第二篇』 : 監督人見吉之助、1928年3月8日公開 - 為永陣太郎
- 『女心紅椿』 : 監督小石栄一、1928年3月15日公開
- 『ひよどり草紙 第三篇』 : 監督人見吉之助、1928年3月28日公開 - 為永陣太郎
- 『ひよどり草紙 第四篇』 : 監督人見吉之助、1928年4月9日公開 - 為永陣太郎
- 『ひよどり草紙 第五篇』 : 監督人見吉之助、1928年4月22日公開 - 為永陣太郎

### 片岡千恵蔵プロダクション
特筆以外すべて製作は「片岡千恵蔵プロダクション」であり、配給は時期によって異なり「自主配給」「日活」「日本映画配給」「新興キネマ」と明記した。
自主配給
- 『天下太平記』 : 監督稲垣浩、1928年6月15日公開 - 髯の勘十（同社設立の第1回作品）
- 『放浪三昧』 : 監督稲垣浩、1928年8月1日公開 - 安藤吉之助
- 『愛憎血涙』（『利根川の血陣』） : 監督曽我正史、1928年8月31日公開 - 印痴奇熊十（前田熊十）、39分尺が現存（NFC所蔵[7]）
- 『源氏小僧』 : 監督稲垣浩、1928年10月3日公開 - のっそり藤八
- 『銀猫左門』 : 監督稲垣浩、1928年12月15日公開 - 金子大次郎
- 『続万花地獄 第一篇』 : 監督伊丹万作、1928年12月31日公開 - 矢来段之進
- 『めくら蜘蛛』 : 監督稲垣浩、1929年1月5日公開 - いんちき藤兵衛
- 『続万花地獄 第二篇』 : 監督稲垣浩、1929年1月15日公開 - 矢来段之進
- 『続万花地獄 完結篇』 : 監督稲垣浩・曽我正史、1929年2月15日公開 - 矢来段之進
- 『ごろん棒時代』 : 監督振津嵐峡（曽我正史）、1929年3月6日公開 - 助五郎弥八
- 『鴛鴦旅日記』 : 監督稲垣浩、1929年3月16日公開 - 振られの権太
- 『足軽浪士』 : 監督井上金太郎、配給松竹キネマ、1929年4月20日公開 - 手河十六

配給 日活
- 『相馬大作 武道活殺の巻』 : 監督稲垣浩、1929年5月30日公開 - 伊達の三次
- 『絵本武者修業』 : 監督稲垣浩、1929年6月7日公開 - 横田横兵衛
- 『火陣』 : 監督井上金太郎、1929年7月4日公開 - 鮨屋の弥助
- 『殺した人』 : 監督稲垣浩、1929年9月7日公開 - 八代不次郎
- 『宮本武蔵』 : 監督井上金太郎、1929年10月17日公開 - 勝川三五兵衛
- 『愛染地獄 第一篇』 : 監督清瀬英次郎、1929年11月16日公開 - 伊牟田周平
- 『愛染地獄 第二篇』 : 監督清瀬英次郎、1929年11月22日公開 - 伊牟田周平
- 『鮫鞘』 : 監督稲垣浩、1929年12月25日公開 - 皆口剛右衛門
- 『愛染地獄 第三篇』 : 監督清瀬英次郎、1930年1月8日公開 - 伊牟田周平
- 『右門捕物帖 三番手柄』 : 監督辻吉郎、1930年1月31日公開 - 伊豆守の臣真垣、16分の断片が現存（NFC所蔵[7]）
- 『春風の彼方へ』 : 監督伊丹万作、1930年3月14日公開 - 悪旗本
- 『元禄快挙 大忠臣蔵 天変の巻 地動の巻』 : 監督池田富保、製作日活太秦撮影所、1930年4月1日公開 - 玉虫七郎右衛門、1分の断片が現存（NFC所蔵[7]）
- 『風雲天満双紙 第一篇』 : 監督岡田敬、1930年4月25日公開
- 『風雲天満双紙 第二篇』 : 監督岡田敬、1930年5月22日公開
- 『渦潮』 : 監督稲垣浩、1930年6月14日公開 - 浪人芝新兵衛
- 『源氏小僧出現』 : 監督伊丹万作、1930年8月1日公開 - のっそり藤八
- 『恋車 前篇』 : 監督渡辺邦男、1930年8月28日公開 - 車玄蕃
- 『諧謔三浪士』 : 監督稲垣浩、1930年9月19日公開 - 魚屋主膳、66分尺が現存（NFC所蔵[7]）
- 『逃げ行く小伝次』 : 監督伊丹万作、1930年10月10日公開 - 若侍
- 『湖畔の盗賊』 : 監督清瀬英次郎、1930年10月24日公開 - 岡山の伝七
- 『忠直卿行状記』 : 監督池田富保、1930年12月5日公開 - 一條軍之進
- 『一心太助』 : 監督稲垣浩、1930年12月31日公開 - 将棋の弥助
- 『御存知源氏小僧』 : 監督伊丹万作、1931年1月15日公開 - 藤八
- 『快侠金忠輔 前篇』 : 監督振津嵐峡、1931年5月29日公開 - 河上五助
- 『快侠金忠輔 中篇・後篇』 : 監督振津嵐峡、1931年6月5日公開 - 河上五助
- 『金的力太郎』 : 監督伊丹万作、1931年7月1日公開 - その恋人
- 『男達ばやり』 : 監督稲垣浩、1931年7月14日公開 - 近藤登、80分尺が現存（NFC所蔵[7]）
- 『殉教血史 日本二十六聖人』 : 監督池田富保、製作日活太秦撮影所、1931年10月1日公開 - 八幡屋国松、96分尺が現存（NFC所蔵[7]）
- 『水野十郎左衛門』 : 監督清瀬英次郎、1931年12月31日公開 - 白井貞兵衛
- 『國士無双』 : 監督伊丹万作、1932年1月14日公開 - 門弟
- 『弥太郎笠 去来の巻』 : 監督稲垣浩、1932年3月17日公開 - 浪人桜井
- 『弥太郎笠 独歩の巻』 : 監督稲垣浩、1932年3月25日公開 - 浪人桜井
- 『明治元年』 : 監督伊藤大輔、製作日活太秦撮影所、1932年5月13日公開 - 鼓手 鬚馬の兵
- 『闇討渡世』 : 監督伊丹万作、1932年6月3日公開 - 竹中十郎兵衛
- 『旅は青空』 : 監督稲垣浩、1932年7月14日公開 - 用人九郎太
- 『研辰の討たれ』 : 監督伊丹万作、1932年11月17日公開 - 剣道師範
- 『時代の驕児』 : 監督稲垣浩、1932年12月22日公開 - 柳安乾分留五郎
- 『刺青奇偶』 : 監督伊丹万作、1933年1月14日公開 - 角兵衛又
- 『国定忠治 旅と故郷の巻』 : 監督稲垣浩、1933年3月15日公開 - 箱屋の治助
- 『堀田隼人』 : 監督伊藤大輔、1933年4月27日公開 - 朴庵
- 『国定忠治 霽れる赤城の巻』 : 監督稲垣浩、1933年10月12日公開 - 箱屋治助
- 『笹野権三郎 三日月笹穂切り』 : 監督稲垣浩、1933年10月26日公開 - 下郎久作
- 『風雲 前篇』 : 監督稲垣浩、1933年12月31日公開 - 沖田総司、2分の断片が現存（NFC所蔵[7]）
- 『風雲 後篇』 : 監督稲垣浩、1934年1月7日公開 - 沖田総司
- 『渡鳥木曾土産』 : 監督伊丹万作、1934年1月14日公開 - 絲瓜の五郎蔵
- 『武道大鑑』 : 監督伊丹万作、1934年1月31日公開 - 小山小助
- 『風流活人剣』 : 監督山中貞雄、1934年3月1日公開 - お京の兄太三郎
- 『忠臣蔵 刃傷篇 復讐篇』 : 監督伊藤大輔、製作日活京都撮影所、1934年5月17日公開 - 槍持権助
- 『直八子供旅』 : 監督稲垣浩、1934年6月15日公開 - 赤地の銀助
- 『血煙天明陣』 : 監督清瀬英次郎、1934年8月15日公開
- 『勝鬨』 : 監督小石栄一、1934年9月13日公開 - 髭の清正
- 『天保忠臣蔵』 : 監督稲垣浩、1934年10月17日公開
- 『水戸黄門 来国次の巻』 : 監督荒井良平、製作日活京都撮影所、1934年11月1日公開 - 与太郎
- 『雁太郎街道』 : 監督山中貞雄、1934年11月29日公開 - 乾分三平
- 『斬風三尺剣』 : 監督小石栄一、1934年12月31日公開 - 八幡六郎
- 『水戸黄門 密書の巻』 : 監督荒井良平、製作日活京都撮影所、1935年1月15日公開 - 蹴られの与太郎
- 『水戸黄門 血刃の巻』 : 監督荒井良平、製作日活京都撮影所、1935年4月3日公開 - 蹴られの与太郎、1分の断片が現存（NFC所蔵[7]）

配給 日本映画配給
- 『京洛浅春譜 同志闘争篇』 : 監督西原孝、1935年4月25日公開 - 吉田天六
- 『戦国奇譚 気まぐれ冠者』 : 監督伊丹万作、1935年5月30日公開 - 金神、75分尺が現存（NFC所蔵[7]）

配給 新興キネマ
- 『三ッ角段平 股旅新八景』 : 監督振津嵐峡、1935年8月31日公開 - 用心棒弥五郎
- 『黄昏地蔵 前篇 疾風転変の巻』 : 監督振津嵐峡、1935年11月29日公開 - 賽の目半次
- 『黄昏地蔵 後篇 血河復讐の巻』 : 監督原顕義、1935年12月21日公開 - 賽の目半次
- 『江戸城炎史』 : 監督原顕義、1936年4月8日公開 - 常泉熊太郎

配給 日活

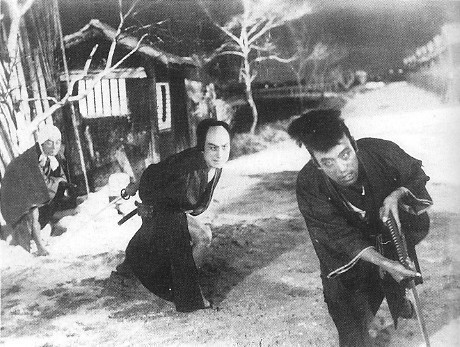
右が林、中央が片岡千恵蔵、左奥が瀬川路三郎。『瞼の母』（監督萩原遼、1936年）スチル写真。

- 『赤西蠣太』 : 監督伊丹万作、1936年6月18日公開 - 鱶平、78分尺が現存（NFC所蔵[7]）
- 『荒木又右衛門』 : 監督萩原遼、1936年10月15日公開 - 武右衛門、数秒の断片が現存（NFC所蔵[7]）
- 『瞼の母』 : 監督衣笠十四三、1936年12月3日公開
- 『修羅山彦 前篇』 : 監督萩原遼、1937年1月14日公開 - 三日月の丹吉
- 『修羅山彦 後篇』 : 監督萩原遼、1937年2月18日公開 - 三日月の丹吉
- 『浅野内匠頭』 : 監督藤田潤一、1937年4月15日公開
- 『松五郎乱れ星』 : 監督衣笠十四三、1937年7月1日公開 - 船頭紋次

### 日活京都撮影所
すべて製作は「日活京都撮影所」、配給は「日活」である。すべてトーキーである。
- 『謳へ春風』 : 監督藤田潤一、1937年6月3日公開 - 水車小屋の甚さん
- 『宮本武蔵』 : 監督尾崎純、1937年6月10日公開 - 足軽頭
- 『曠原の魂』 : 監督稲垣浩、1937年9月1日公開 - 小作
- 『八丁浜太郎』 : 監督益田晴夫、1937年9月9日公開 - 子分・とび石
- 『妖棋伝 前篇』 : 監督マキノ正博、1937年10月1日公開 - 浅尾熊太郎
- 『水戸黄門廻国記』 : 監督池田富保、1937年10月14日公開 - 下杉信平
- 『国定忠治』 : 監督マキノ正博、1937年10月18日公開 - 巖造
- 『血祭三代目』 : 監督藤田潤一、1937年11月11日公開 - 浪人・萩原甚六
- 『小町鳶』 : 監督久見田喬二、1937年12月12日公開 - 関取・柏山
- 『自来也』 : 監督マキノ正博、1937年12月31日公開 - 権三

- 『無法者銀平』 : 監督稲垣浩、1938年1月14日公開 - 勘十郎
- 『槍の権三』 : 監督菅沼完二、1938年1月27日公開 - 若党・相助
- 『忠臣蔵 地の巻』 : 監督池田富保、1938年3月31日公開 - 雲助 三州、3分の断片が現存（NFC所蔵[7]）
- 『忠臣蔵 天の巻』 : 監督マキノ正博、1938年3月31日公開 - 雲助 三州、同上
- 『妖棋伝 後篇』 : 監督藤田潤一、1938年4月21日公開 - 用心棒浅尾熊太郎
- 『右門捕物帖 血染の手形』 : 監督荒井良平、1938年4月28日公開 - ちょんぎれの松
- 『花見の仇討』 : 監督久見田喬二、1938年5月26日公開 - 徳蔵
- 『腰本吉弥組』 : 監督菅沼完二、1938年6月23日公開 - 野村棋兵
- 『闇の影法師』 : 監督稲垣浩、1938年7月14日公開 - 南川亘、51分尺が現存（NFC所蔵[7]）
- 『髑髏銭 前篇 風の巻』 : 監督辻吉郎、1938年7月31日公開 - 末五郎
- 『髑髏銭 後篇 雲の巻』 : 監督辻吉郎、1938年8月10日公開 - 末五郎
- 『業平の千太郎』 : 監督荒井良平、1938年8月18日公開 - 鬼瓦の甚太
- 『浪人鉄火』 : 監督倉谷勇、1938年9月22日公開 - 橋場大五郎
- 『燃ゆる黎明』 : 監督マキノ正博、1938年9月29日公開 - 獄卒・小六
- 『続水戸黄門廻国記』 : 監督池田富保、1938年10月13日公開 - 八五郎
- 『弥次㐂夛道中記』 : 監督マキノ正博、1938年12月1日公開 - 親分尻鍋、96分尺が現存（NFC所蔵[7]）
- 『荒獅子』 : 監督松田定次、1938年12月15日公開 - 樫田又九郎
- 『豪快一代男』 : 監督倉谷勇、1938年12月25日公開 - 下僕・佐平

- 『右門捕物帖 拾万両秘聞』 : 監督荒井良平、1939年1月5日公開 - ちょんぎれの松
- 『長八郎絵巻 前篇 月の巻』 : 監督松田定次、1939年2月1日公開 - 七五郎
- 『長八郎絵巻 後篇 花の巻』 : 監督松田定次、1939年2月15日公開 - 七五郎
- 『王政復古 担龍篇 双虎篇』 : 監督池田富保、1939年3月30日公開 - 丹波屋手代久六
- 『喧嘩大納言』 : 監督紙恭平、1939年4月27日公開 - のっぽの安
- 『妙法院勘八』 : 監督辻吉郎、1939年5月11日公開 - 白河三八
- 『豪快三浪士』 : 監督紙恭平、1939年7月20日公開 - 旅川鬼十郎
- 『股旅日本晴れ』 : 監督菅沼完二、1939年11月1日公開 - 赤松軍十郎